# Во тьме (фильм, 1993)
«Во тьме» (англ. The Dark — «Тьма») — канадский низкобюджетный фантастический фильм ужасов 1993 года, режиссёра Крейга Прайса с участием Стивена Макхэтти, Брайона Джеймса и Нив Кэмпбелл.

## Сюжет
Исследователи оказываются на кладбище. Конечно, здесь всё не просто — среди могил прорыло свои тоннели-ходы странное существо, гигантский грызун. Все относятся к нему по-разному — бывший агент ФБР стремится его уничтожить, а один учёный хочет использовать существо для своих, как он считает, полезных опытов.

## В ролях
- Стивен Макхэтти — Гари «Хантер» Хендерсон
- Скотт Виквайр — Карл Миллер
- Брайон Джеймс — Пол Бакнер
- Десмонд Кэмпбелл — агент ФБР
- Деннис О’Коннор — Джейк
- Синтия Белливо — Трэйси
- Джеймс Вулветт — Эд
- Нив Кэмпбелл — офицер Джесси Донован